# Arnold von Siemens

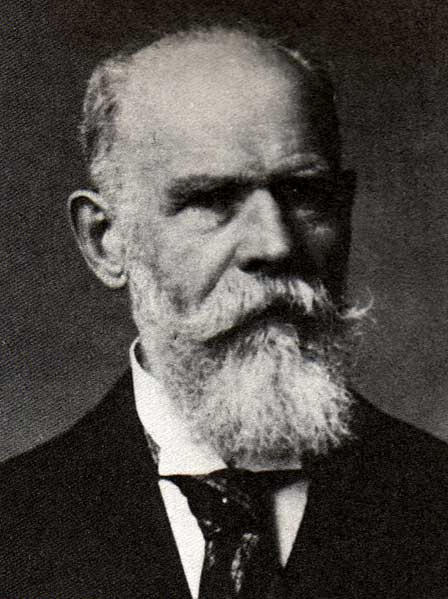
Arnold von Siemens

Arnold Siemens, ab 1888 von Siemens (* 13. November 1853 in Berlin; † 29. April 1918 ebenda) war ein deutscher Industrieller aus der Familie Siemens, Mitinhaber der Firma Siemens & Halske und Politiker.

## Leben
Arnold von Siemens studierte Ingenieurwissenschaften an der Technischen Hochschule Stuttgart und schloss sich dort der Studentenverbindung „Akademische Gesellschaft Sonderbund“ an. Nach dem erfolgreichen Abschluss des Studiums übertrug ihm sein Vater 1879 zusammen mit seinem Bruder Wilhelm von Siemens die Leitung des Wiener Zweiggeschäftes. 1890 folgte die Leitung der Berliner Firma Siemens & Halske. Arnold von Siemens wurde 1897 Vorsitzender des in eine Aktiengesellschaft umgewandelten Unternehmens.
Die von Arnold von Siemens aufgebaute Wiener Filiale nahm 1883 eine eigene Produktion auf. 1892 wurde die erste Siemens-Niederlassung in Übersee, die Siemens & Halske Japan Agency in Tokio, gegründet. Eine von Arnold ebenfalls 1892 mit zwei amerikanischen Partnern errichtete Fabrik für Eisenbahnmotoren und Dynamomaschinen in Chicago, die General Electric Konkurrenz machen sollte, wurde im August 1894 durch Brand völlig zerstört. Bei Ausbruch des Ersten Weltkrieges bestanden Produktionsstätten in Großbritannien, Russland, Österreich-Ungarn, Frankreich, Belgien und Spanien. Insgesamt besaß Siemens in 49 Ländern 168 Vertretungsbüros.
Arnold von Siemens war Mitglied des Preußischen Herrenhauses. Er gehörte dem Verein Deutscher Ingenieure (VDI) und dem Berliner Bezirksverein des VDI an.

## Familie
Er entstammte dem alten Goslarer Stadtgeschlecht Siemens (1384 urkundlich erwähnt) und war der älteste Sohn des Erfinders und Unternehmers Werner von Siemens (1816–1892) und dessen erster Ehefrau Mathilde Drumann (1824–1865) aus Königsberg (Preußen). Vater Werner Siemens wurde mit seinen Nachkommen am 5. Mai 1888 in Charlottenburg in den preußischen Adelsstand erhoben.
Siemens heiratete am 10. November 1884 in Berlin die Malerin Ellen Helmholtz (* 24. April 1864 in Heidelberg; † 27. November 1941 in Berlin), die Tochter des Physikers Hermann von Helmholtz und seiner Frau Anna, einer Tochter des Staatswissenschaftlers Robert von Mohl. Aus der Ehe gingen fünf Kinder hervor, unter anderem der spätere Firmenchef Hermann von Siemens. Das Paar lebte in der von ihnen erbauten Siemens-Villa am Kleinen Wannsee bei Berlin.